# 王吉湘
王吉湘（1991—）是原中华人民共和国副主席、中共八大元老之一王震的曾外孙女。

## 简介
王吉湘是开国上将王震的二子王军的孙女、王军之女王京京之女。
据彭博社报道，王吉湘英文名Clare Wang，曾就读于瑞士的寄宿学校，2010年新南威爾斯大學毕业，后入读悉尼大学学习建筑设计，办有绘画展，期间香港影星成龙出席并与之合影。 王吉湘创办有设计公司「可萊爾王吉湘設計事務所有限公司」，注册地在香港，任董事长。